# James D’Arcy
James D’Arcy, właściwie Simon Richard D’Arcy (ur. 24 sierpnia 1975 w Amersham) – angielski aktor teatralny, telewizyjny i filmowy, najlepiej znany jako Edwin Jarvis w serialu Marvel Entertainment Agentka Carter i jako świadek morderstwa Lee Ashworth w serialu ITV Broadchurch.

## Życiorys

### Wczesne lata
Dorastał w Fulham, dzielnicy Londynu z młodszą siostrą Charlotte, wychowywany przez matkę Caroline, pielęgniarkę. Jego ojciec zmarł, gdy był młody. Ma rodzinę w Irlandii, Anglii i Szkocji, a jego angielscy krewni mieszkają w Midlands.
W 1991 ukończył Christ`s Hospital w Horsham. Naukę kontynuował w Christ Church Grammar School w Perth. W lipcu 1995 ukończył London Academy of Music and Dramatic Art (LAMDA) w Londynie, a w dniu ukończenia studiów zostawił swój dyplom w autobusie. Podczas tej trzyletniej nauki sztuki aktorskiej zdobywał doświadczenie sceniczne poprzez występy w takich spektaklach teatralnych jak Herakles, Jak wam się podoba Williama Shakespeare'a, Dziki miód (Wild Honey), Wolność miasta (The Freedom of the City) i Sherlock Holmes.

### Kariera
Grał niewielkie role w angielskich serialach – Dalziel i Pascoe (1996), Taniec do muzyki czasu (A Dance to the Music of Time, 1997), Historia Toma Jonesa, podrzutka (The History of Tom Jones, a Foundling, 1997), Opalenizna (Sunburn, 1999). W 1997 wystąpił w trzech dramatach telewizyjnych: Lodowy dom (The Ice House), Duch Canterville (The Canterville Ghost) na podstawie powieści Oscara Wilde’a jako lord Cheshire i Korupcja i korupcja (Bribery and Corruption).
W 2001 zagrał główne role w serialu o walce Irlandczyków o niepodległość (Rebel Heart), w telewizyjnej ekranizacji powieści Dickensa The Life and Adventures of Nicholas Nickleby oraz w brytyjskim horrorze Klucz do apokalipsy (Revelation). W roku następnym zagrał młodego Sherlocka Holmesa w telewizyjnym filmie Sherlock Homes – Case of Evil oraz jedną z głównych ról w sześcioodcinkowym serialu P.O.W (Prisoners of War, 2003).
Wystąpił także w romantycznej komedii Dobrana para (Come Together). Jego następne role telewizyjne to Derek Kettering w filmie Poirot: Tajemnica Błękitnego Ekspresu (Blue Train Mystery) oraz Jerry Burton w Marple: Zatrute pióro (Marple: The Moving Finger).
W 2006 zagrał rolę Tyberiusza Gracchusa w Ancient Rome: The Rise and Fall of the Empire, a w 2007 wystąpił w miniserialu Fallen Angel oraz w adaptacji powieści Jane Austen Mansfield Park jako Tom Bertram.
Po raz pierwszy pojawił się na kinowym ekranie w dramacie biograficznym pt. Wilde. Historia pisarza (1997) o słynnym geniuszu Oscarze Wilde, poecie i dramatopisarzu, gdzie zagrali również: Vanessa Redgrave, Jude Law, Adam Garcia i Orlando Bloom.
W 1999 pojawił się w dramacie wojennym Okop (The Trench), a w 2001 roku zagrał jedną z głównych ról w filmie Klucz do Apokalipsy (Revelation).
Uznanie krytyków zyskał jako Barnaby Caspian w Kropce nad i (2003), gdzie wystąpił u boku Gaela Bernala. W tym samym roku otrzymał jedną z ról drugoplanowych jako Tom Pullings w hollywoodzkim szlagierze Pan i władca: Na krańcu świata (Master and Commander. The Far Side of the World), gdzie zagrał obok Russella Crowe’a i Paula Bettany’ego.
W 2004 został obsadzony u boku Izabelli Scorupco w przygodowym horrorze Egzorcysta: Początek (Exorcist: The Beginning), w którym wcielił się w postać ojca Francisa, a w roku następnym zagrał w kolejnym horrorze Demon: Historia prawdziwa (An American Haunting) wraz z Donaldem Sutherlandem i Sissy Spacek.

## Filmografia

### Filmy
- 1997: Wilde. Historia pisarza jako
- 2001: Klucz do apokalipsy jako Jake Martel
- 2002: Pan Gawen i Zielony Rycerz (TV) jako Sir Gawain
- 2003: Pan i władca: Na krańcu świata jako porucznik Tom Pullings
- 2003: Kropka nad i jako Barnaby F. Caspian
- 2004: Egzorcysta: Początek jako ks. Francis
- 2008: Zakochany głupiec jako Jack Adams
- 2011: W.E. jako Edward VIII Windsor
- 2011: Czas bohaterów jako Ian Fleming
- 2012: Atlas chmur jako Rufus Sixsmith, pielęgniarz James, archiwista
- 2012: Hitchcock jako Anthony Perkins
- 2014: Udając gliniarzy jako Mossi Kasic
- 2015: Jupiter: Intronizacja jako Maximilian Jones
- 2017: Dunkierka jako pułkownik Winnant
- 2019: Avengers: Koniec gry jako Edwin Jarvis

### Seriale TV
- 1996: Milczący świadek jako student
- 1996: Brookside jako Martin Cathcart
- 2005: Poirot jako Derek Kettering
- 2006: Panna Marple: Zatrute pióro jako Jerry Burton
- 2007: Sprawy inspektora Lynleya jako Guy Thompson
- 2008: Kopignaty jako kapitan Roberts
- 2014: Zabójczy instynkt jako Thomas Schaeffer
- 2015: Broadchurch jako Lee Ashworth
- 2015–2016: Agentka Carter jako Edwin Jarvis
- 2009–2010: Sekretny dziennik call girl jako Duncan
- 2011: Podkomisarz Brenda Johnson jako profesor Alex Banks
- 2014: Zabójczy instynkt (Those Who Kill) jako	Thomas Schaeffer
- 2015: Broadchurch jako Lee Ashworth
- 2015–2016: Agentka Carter jako Edwin Jarvis
- 2018: Homeland jako Anson
- 2019: The Rook jako Travis Rhodes